# Sitona
Genre
Sitona est un genre d'insectes de l'ordre des coléoptères appartenant à la famille des Curculionidae. Le nom de ce genre de petits charançons provient du grec ancien : σῖτος. Ils s'attaquent en général aux légumineuses. Il en existe 75 espèces en Europe sur la centaine de la région paléarctique.

## Classification
Le genre Sitona dans l'ordre des coléoptères est décrit par Germar en 1817,.

## Agroécologie
Ces espèces ont un tropisme qui les guide vers les légumineuses. Il a été montré que les larves de certaines espèces classées parmi les bioagresseurs en agriculture sont dépendantes des nodules riches en azote de légumineuses (ex Sitona lepidus qui profite des nodules du trèfle blanc. Le génotype des individus-hôtes de la plante ciblée par l'insecte (de même que sa richesse en nodules racinaires) a aussi une grande importance pour la survie des larves et la croissance de l'insecte. 
Certaines espèces peuvent être source de dégâts dans les jardins potagers et surtout dans les champs, où si le génotype de la plante leur est favorable (la plante se défend mal contre eux) et qu'un champ est peu diversifié l'insecte trouve les conditions idéales d'une pullulation (par exemple pour Sitona lineatus L. dans une grande monoculture de pois proteagineux (Pisum sativum L.)), surtout en l'absence de leurs prédateurs naturels (oiseux insectivores, reptiles et amphibiens et micromammifères tels que la musaraigne). Leurs populations sont aussi naturellement limitées par des champignons parasites ou entomopathogènes et/ou des insectes microparasitoïdes, dont par exemple des hyménoptères Braconidae tels que Microctonus aethiops (Nees) auctt. et Perilitus rutilus (Nees) en Europe  ou encore Microctonus aethiopoides , ou Dinocampus rutilus Nees, ces derniers pouvant toutefois être victimes des insecticides à large spectre. Les espèces Microctonus spp. semblent être de bons candidats pour la lutte biologique contre les sitones posant problème en agriculture
Des phéromones d'agrégation (sécrétées par le mâle) renforcent leur capacité à pulluler sur une zone d'intérêt pour eux. Une telle phéromone a par exemple été découverte dans les années 1980 pour S. lineatus . Elle pourrait peut-être permettre de produire des pièges à phéromones.
Ils sont capables de distinguer celles des plantes qui s'adaptent naturellement en produisant des alcaloïdes répulsifs.
Certaines espèces introduites hors de leur milieu naturel peuvent devenir des pestes agricoles.

## Liste d'espèces
Selon Catalogue of Life (27 oct. 2013) :
- Sitona aberrans
- Sitona adanensis
- Sitona aemulus
- Sitona affinis
- Sitona alba
- Sitona albarius
- Sitona albescens
- Sitona albocrinitus
- Sitona albolineatus
- Sitona albovittatus
- Sitona albus
- Sitona allardi
- Sitona alpinus
- Sitona alternans
- Sitona alternatus
- Sitona ambiguus
- Sitona ambulans
- Sitona amurensis
- Sitona anchora
- Sitona angustesquamosa
- Sitona angustifrons
- Sitona angustulus
- Sitona apacheanus
- Sitona araxidis
- Sitona arcticollis
- Sitona argentatus
- Sitona argutulus
- Sitona asellus
- Sitona aspera
- Sitona assimilis
- Sitona atlasicus
- Sitona atomarius
- Sitona attavina
- Sitona attritus
- Sitona audax
- Sitona bedeli
- Sitona bellus
- Sitona bicolor
- Sitona bimaculata
- Sitona biseriatus
- Sitona bisphaericus
- Sitona bispilota
- Sitona bituberculatus
- Sitona blanchardi
- Sitona bosnicus
- Sitona brevicollis
- Sitona breviculus
- Sitona brucki
- Sitona bucephalus
- Sitona cachecta
- Sitona californicus
- Sitona californius
- Sitona callosus
- Sitona calosa
- Sitona cambrica
- Sitona cambricus
- Sitona campestris
- Sitona canescens
- Sitona canina
- Sitona caninus
- Sitona canus
- Sitona carmelita
- Sitona caucasicus
- Sitona caudata
- Sitona caviceps
- Sitona cephalotes
- Sitona chloroloma
- Sitona chloropus
- Sitona cinerea
- Sitona cinnamomeus
- Sitona circumductus
- Sitona cockerelli
- Sitona concavirostris
- Sitona conspectus
- Sitona constrictus
- Sitona corcyreus
- Sitona correctus
- Sitona corycaea
- Sitona costata
- Sitona costatus
- Sitona costipennis
- Sitona cribricollis
- Sitona crinita
- Sitona crinitoides
- Sitona crinitus
- Sitona cupreo-squamosus
- Sitona curviscelis
- Sitona cylindricollis
- Sitona damascenus
- Sitona decora
- Sitona dectipiens
- Sitona delicatulus
- Sitona densatus
- Sitona deubeli
- Sitona discoideus
- Sitona dispersus
- Sitona durius
- Sitona elegans
- Sitona ellipticus
- Sitona exilis
- Sitona eximius
- Sitona explicitus
- Sitona extrusus
- Sitona faedus
- Sitona faillai
- Sitona fairmairei
- Sitona fallax
- Sitona fascicularis
- Sitona femoralis
- Sitona festai
- Sitona flavescens
- Sitona flavipes
- Sitona flecki
- Sitona foedus
- Sitona formaneki
- Sitona fronto
- Sitona fusca
- Sitona fuscopilosus
- Sitona fuscus
- Sitona gemellatus
- Sitona gemmellatus
- Sitona geniculatus
- Sitona giganteus
- Sitona giraudi
- Sitona globosa
- Sitona globulicollis
- Sitona gotzelmanni
- Sitona gracilicornis
- Sitona grammatus
- Sitona granulatus
- Sitona gressoria
- Sitona gressorius
- Sitona grisea
- Sitona griseus
- Sitona grissorius
- Sitona guttulatus
- Sitona haemorrhoidalis
- Sitona hebraeus
- Sitona hermanni
- Sitona hinnulus
- Sitona hipponensis
- Sitona hirsutula
- Sitona hirsutus
- Sitona hirta
- Sitona hirticornis
- Sitona hirtus
- Sitona hispanicus
- Sitona hispidiceps
- Sitona hispidula
- Sitona hispidulus
- Sitona horrens
- Sitona humeralis
- Sitona humilis
- Sitona ignavus
- Sitona incana
- Sitona indifferens
- Sitona infossor
- Sitona inops
- Sitona insulsus
- Sitona intermedius
- Sitona intersectus
- Sitona japonicus
- Sitona kraussei
- Sitona languidus
- Sitona lateralis
- Sitona laticeps
- Sitona latifrons
- Sitona latipennis
- Sitona lepidus
- Sitona limosa
- Sitona limosus
- Sitona lineata
- Sitona lineatulus
- Sitona lineatus
- Sitona lineella
- Sitona lineellus
- Sitona liscoideus
- Sitona lividipes
- Sitona longiclavis
- Sitona longicollis
- Sitona longulus
- Sitona luctuosa
- Sitona lurida
- Sitona luridus
- Sitona macularis
- Sitona macularius
- Sitona maculata
- Sitona maculatus
- Sitona maculipennis
- Sitona maculosus
- Sitona margaritosus
- Sitona margarum
- Sitona maroccanus
- Sitona mauritanicus
- Sitona medicaginis
- Sitona meliloti
- Sitona melitensis
- Sitona modesta
- Sitona molitor
- Sitona montanus
- Sitona munganasti
- Sitona nanus
- Sitona nebulosus
- Sitona negletus
- Sitona neophytes
- Sitona neophytis
- Sitona niger
- Sitona nigrescens
- Sitona nigriclavis
- Sitona nigrocrinitus
- Sitona nispidicens
- Sitona obscuratus
- Sitona obscuripes
- Sitona obsoleta
- Sitona obsoletus
- Sitona occator
- Sitona occidentalis
- Sitona ocellatus
- Sitona ochrysquamosus
- Sitona octopunctatus
- Sitona ocularis
- Sitona oculatus
- Sitona onerosus
- Sitona ononidis
- Sitona ophthalmicus
- Sitona ordinarius
- Sitona orientalis
- Sitona osculans
- Sitona ovipennis
- Sitona palliata
- Sitona palliatus
- Sitona pallidicornis
- Sitona pallipes
- Sitona parallelipennis
- Sitona parvulus
- Sitona paupercula
- Sitona persulcatus
- Sitona pictus
- Sitona pisi
- Sitona pisivora
- Sitona pleuritica
- Sitona pleuriticus
- Sitona praeambulus
- Sitona procerus
- Sitona prominens
- Sitona promptus
- Sitona puberulus
- Sitona puncticeps
- Sitona puncticollis
- Sitona punctiger
- Sitona ragusai
- Sitona rasilis
- Sitona regensteinensis
- Sitona reitteri
- Sitona remaudierei
- Sitona rubiginosa
- Sitona ruficlavis
- Sitona rufipes
- Sitona rugulosa
- Sitona scansoria
- Sitona scissifrons
- Sitona sekerai
- Sitona senegalensis
- Sitona seniculus
- Sitona seriesetosus
- Sitona serpentarius
- Sitona serrimana
- Sitona setiger
- Sitona setosa
- Sitona setosus
- Sitona setulifer
- Sitona setulosa
- Sitona sieversi
- Sitona simplex
- Sitona sordidus
- Sitona sparsus
- Sitona spartii
- Sitona squamosus
- Sitona staudingeri
- Sitona stierlini
- Sitona striatellus
- Sitona stricticollis
- Sitona strumosa
- Sitona strumosus
- Sitona sturmii
- Sitona subaurata
- Sitona subauratus
- Sitona subcordatus
- Sitona subcostatus
- Sitona subovatus
- Sitona subrufus
- Sitona subvicarius
- Sitona sulcifrons
- Sitona suturalis
- Sitona syriacus
- Sitona temperei
- Sitona tenietensis
- Sitona tenuis
- Sitona tessulatus
- Sitona tibialis
- Sitona tibiellus
- Sitona trisulcatus
- Sitona turbatus
- Sitona turkestanica
- Sitona turkestanicus
- Sitona ulicis
- Sitona unicolor
- Sitona ursus
- Sitona varians
- Sitona variegatus
- Sitona vaucheri
- Sitona verecundus
- Sitona verrucosa
- Sitona verrucosus
- Sitona versicolor
- Sitona vestita
- Sitona vestitus
- Sitona vicinus
- Sitona villosus
- Sitona virgatus
- Sitona viridifrons
- Sitona vittatus
- Sitona waterhousei

Selon ITIS (27 oct. 2013) :
- Sitona californius (Fahraeus, 1840)
- Sitona crinitus (Herbst, 1795)
- Sitona cylindricollis (Fahraeus, 1840)
- Sitona discoideus Gyllenhal, 1834
- Sitona hispidulus (Fabricius, 1776)
- Sitona indifferens Say, 1831
- Sitona lepidus Gyllenhal, 1834
- Sitona lineatus (Linnaeus, 1758)
- Sitona lineellus (Bonsdorff, 1785)
- Sitona lupinus Sleeper, 1955
- Sitona scissifrons Say, 1831
- Sitona sparsus (Casey, 1888)
- Sitona tibialis (Herbst, 1795)
- Sitona vittatus (LeConte, 1857)

Selon NCBI (27 oct. 2013) :
- Sitona californicus
- Sitona cambricus
- Sitona cylindricollis
- Sitona discoideus
- Sitona hispidulus
- Sitona humeralis
- Sitona lepidus
- Sitona lineatus
- Sitona striatellus
- Sitona sulcifrons
- Sitona suturalis
- Sitona tibialis

## Espèce fossile
Selon Paleobiology Database en 2023, la seule espèce fossile référencée est :
- †Sitona lata, Théobald 1937

## Galerie

Quelques espèces vivantes du genre Sitona.
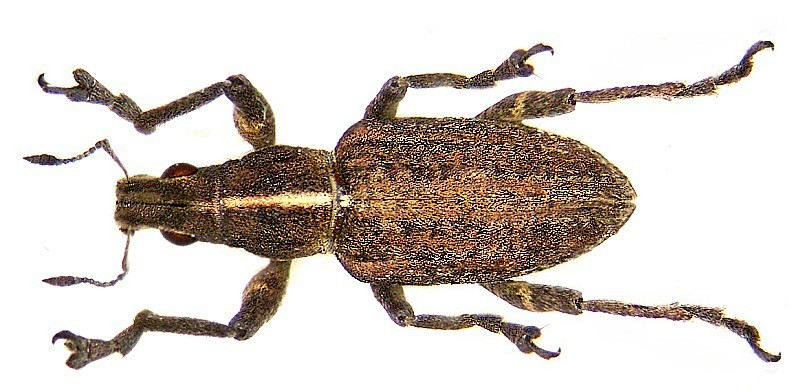
Sitona gressorius.
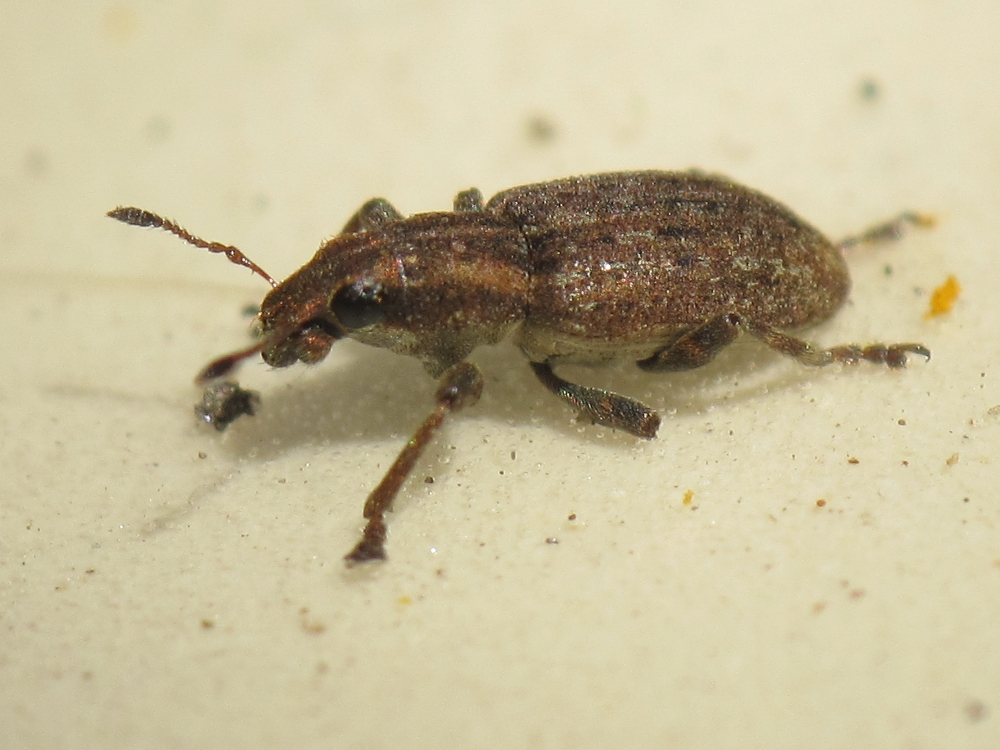
Sitona lepidus.
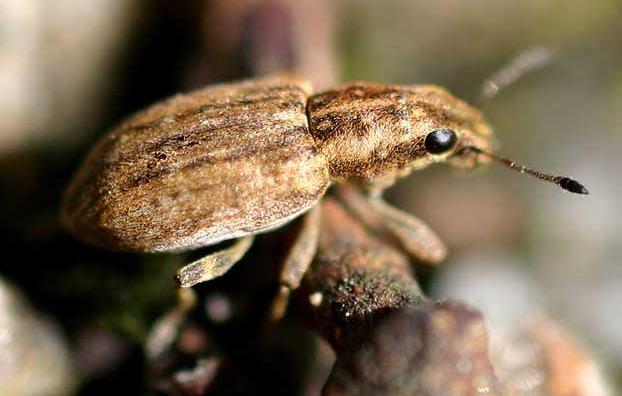
Sitona lineatus.
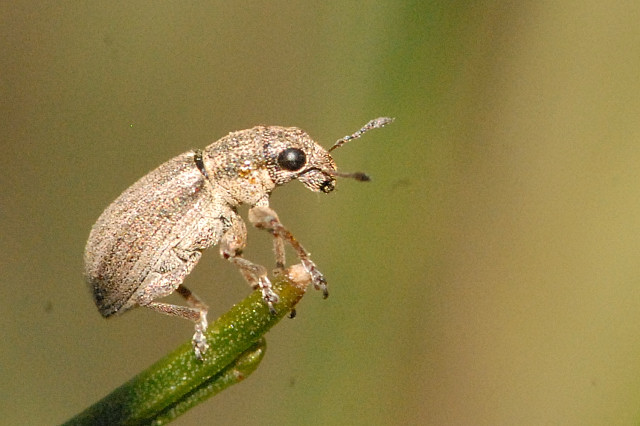
Sitona striatellus.

### Publication originale
- (de) Ernst Friedrich Germar, Miscellen und Correspondenz-Nachrichten, vol. 2, coll. « Magazin der Entomologie », 1817, 339–341 p.